# Pycnosiphorus Solier
Pycnosiphorus Solier là một loài bọ cánh cứng trong họ Lucanidae. Loài này được Spinola mô tả khoa học năm 1851.